# Sally Hardesty
Sally Hardesty (10 octombrie 1950-11 februarie 1977) este eroina din Masacrul din Texas. Marilyn Burns o interpreta pe aceasta.

## Filme
Sally, fratele ei Franklin împreună cu cei trei prieteni ai lor merg în Texas la casa bunicului lor .Pe drum ei și mașina lor sunt atacați de un autostopist..Sally,Franklin și prietenii lor ajung la fosta casă a bunicului .În același timp trei dintre tinerii văd o casă și cred că acolo vor găsi benzină.Față de Piele îi omoară..Sally și Franklin se duc să-și caute prietenii iar Franklin este ucis de Față de Piele.Sally fuge de Față de Piele și se întâlnește cu Drayton Sawyer,cel care s-a mai întâlnit cu tinerii la benzinărie mai devreme în film.El se dovedește a fi capul familiei Sawyer, torturând-o împreună cu ceilalți pe Sally.
După chin,ea scapă sărind printr-o fereastră.Începe să fugă,cu Leatherface pe urmele ei.E salvată de un șofer și dusă la un spital.

## Celelalte filme
Unchiul lui Sally și al lui Franklin,locotenentul Lefty Enright se luptă cu Față de Piele în al doilea film.Al treilea film spune că în anul 1977,Sally a murit la un spital de boli mintale.Supraviețuitoarea celui de-al patrulea film , Jenny , o vede pe Sally pe o targă la spitalul de boli mintale. Deci,în acest film,a avut loc o apariție cameo.
În Masacrul din Texas 3D,o continuare alternativă a filmului original,are o apariție din arhivă și e menționată de șerif,când ea i-a spus că Leatherface i-a ucis prietenii.

## Familie
Familia lui Sally trăiește în Texas.Fratele lui Sally este invalidul Franklin.Tatăl ei este Henry Howard Hardesty.Au de asemenea în Texas un abator.Acolo,Henry Howard Hadesty,hrănește și omoară animale.Unchiul lui Sally,Lefty Enright este un sublocotenent.Este o persoană bine-cunoscută în Texas.